# Franklin (New Jersey)
Pour les articles homonymes, voir Franklin.
Franklin est une ville des États-Unis dans le comté de Sussex dans l'état du New Jersey.